# Serhetabat
Serhetabat (trước đây là Guşgy trong tiếng Turkmen, Kushka hoặc Kuschka trong tiếng Nga) là một thị trấn nhỏ thuộc tỉnh Mary ở Turkmenistan, nằm trong thung lũng sông Kushka. Dân số của thị trấn xấp xỉ 5.200 người (thống kê 1991). Nó nằm đối diện với Torghundi thuộc Afghanistan, được nối bởi một con đường và 1.520 mm (4 ft 11+5⁄6 in) đường sắt.

## Tổng quan
Năm 1885, Serhetabat và khu vực xung quanh bị Quân đội Nga chiếm giữ từ Afghanistan trong Sự cố Panjdeh (còn gọi là trận Kushka), trong đó 600 lính Afghanistan bị áp đảo trước hơn 250 lính Nga.
Khu định cư được thành lập năm 1890 dưới dạng tiền đồn quân sự của Nga. Một tuyến đường sắt được khánh thành ngày 1 tháng 3 năm 1901.
Thị trấn Kushka từng là cực Nam của Đế quốc Nga và Liên bang Xô viết. Một cây thập tự dài 10 mét để kỷ niệm ngày thành lập triều đại Romanov năm 1913.

## Giao thông
Có một ga xe lửa thời Liên Xô cũ nối Serhetabat với Torghundi. Nó được xây dựng vào năm 1960. Năm 2007, nó được khôi phục để xây dựng.

## Khí hậu
Serhetabat có khí hậu bán khô hạn (BSh), có mùa đông mát mẻ và mùa hè nóng. Lượng mưa trung bình cao vào mùa đông và mùa xuân, nhưng mùa hè rất khô.
| Dữ liệu khí hậu của Serhetabat          | Dữ liệu khí hậu của Serhetabat | Dữ liệu khí hậu của Serhetabat | Dữ liệu khí hậu của Serhetabat | Dữ liệu khí hậu của Serhetabat | Dữ liệu khí hậu của Serhetabat | Dữ liệu khí hậu của Serhetabat | Dữ liệu khí hậu của Serhetabat | Dữ liệu khí hậu của Serhetabat | Dữ liệu khí hậu của Serhetabat | Dữ liệu khí hậu của Serhetabat | Dữ liệu khí hậu của Serhetabat | Dữ liệu khí hậu của Serhetabat | Dữ liệu khí hậu của Serhetabat |
| Tháng                                   | 1                              | 2                              | 3                              | 4                              | 5                              | 6                              | 7                              | 8                              | 9                              | 10                             | 11                             | 12                             | Năm                            |
| --------------------------------------- | ------------------------------ | ------------------------------ | ------------------------------ | ------------------------------ | ------------------------------ | ------------------------------ | ------------------------------ | ------------------------------ | ------------------------------ | ------------------------------ | ------------------------------ | ------------------------------ | ------------------------------ |
| Cao kỉ lục °C (°F)                      | 27.1 (80.8)                    | 31.0 (87.8)                    | 34.5 (94.1)                    | 37.8 (100.0)                   | 42.3 (108.1)                   | 47.6 (117.7)                   | 45.3 (113.5)                   | 43.5 (110.3)                   | 43.4 (110.1)                   | 38.6 (101.5)                   | 33.2 (91.8)                    | 31.5 (88.7)                    | 47.6 (117.7)                   |
| Trung bình ngày tối đa °C (°F)          | 9.5 (49.1)                     | 11.6 (52.9)                    | 17.0 (62.6)                    | 23.6 (74.5)                    | 30.0 (86.0)                    | 35.1 (95.2)                    | 37.0 (98.6)                    | 35.5 (95.9)                    | 30.3 (86.5)                    | 24.2 (75.6)                    | 18.3 (64.9)                    | 12.0 (53.6)                    | 23.7 (74.7)                    |
| Trung bình ngày °C (°F)                 | 3.6 (38.5)                     | 5.4 (41.7)                     | 10.4 (50.7)                    | 16.3 (61.3)                    | 21.9 (71.4)                    | 27.1 (80.8)                    | 29.3 (84.7)                    | 27.4 (81.3)                    | 21.2 (70.2)                    | 14.9 (58.8)                    | 9.9 (49.8)                     | 5.5 (41.9)                     | 16.1 (61.0)                    |
| Tối thiểu trung bình ngày °C (°F)       | −0.8 (30.6)                    | 0.6 (33.1)                     | 5.1 (41.2)                     | 9.7 (49.5)                     | 13.8 (56.8)                    | 17.8 (64.0)                    | 19.8 (67.6)                    | 17.7 (63.9)                    | 12.0 (53.6)                    | 6.7 (44.1)                     | 3.6 (38.5)                     | 0.8 (33.4)                     | 8.9 (48.0)                     |
| Thấp kỉ lục °C (°F)                     | −33.8 (−28.8)                  | −27.7 (−17.9)                  | −19.6 (−3.3)                   | −5.5 (22.1)                    | −0.8 (30.6)                    | 4.1 (39.4)                     | 9.7 (49.5)                     | 5.5 (41.9)                     | −3.7 (25.3)                    | −10.5 (13.1)                   | −19.3 (−2.7)                   | −24.5 (−12.1)                  | −33.8 (−28.8)                  |
| Lượng Giáng thủy trung bình mm (inches) | 52 (2.0)                       | 50 (2.0)                       | 78 (3.1)                       | 38 (1.5)                       | 13 (0.5)                       | 0.5 (0.02)                     | 0 (0)                          | 0 (0)                          | 0.5 (0.02)                     | 4 (0.2)                        | 17 (0.7)                       | 42 (1.7)                       | 295 (11.6)                     |
| Số ngày mưa trung bình                  | 7                              | 9                              | 11                             | 7                              | 3                              | 0.3                            | 0.1                            | 0.1                            | 0.3                            | 2                              | 5                              | 7                              | 52                             |
| Số ngày tuyết rơi trung bình            | 5                              | 6                              | 2                              | 0.3                            | 0                              | 0                              | 0                              | 0                              | 0                              | 0.1                            | 1                              | 3                              | 17                             |
| Độ ẩm tương đối trung bình (%)          | 74                             | 73                             | 71                             | 62                             | 43                             | 28                             | 25                             | 25                             | 30                             | 43                             | 58                             | 71                             | 50                             |
| Số giờ nắng trung bình tháng            | 135                            | 132                            | 156                            | 210                            | 323                            | 371                            | 384                            | 365                            | 314                            | 265                            | 186                            | 136                            | 2.977                          |
| Nguồn 1: Pogoda.ru.net                  |                                |                                |                                |                                |                                |                                |                                |                                |                                |                                |                                |                                |                                |
| Nguồn 2: NOAA (sun only, 1961–1990)     |                                |                                |                                |                                |                                |                                |                                |                                |                                |                                |                                |                                |                                |